# DORS
D.O.R.S. je skraćenica za Dalmatinski omladinski rock susreti. Bio je to rock festival dalmatinske garažne scene. Prvi se je održao listopada 1982. godine. Među sastavima koji su nastupili na ovim gitarijadama su: 
- "Tužne uši",
- "Vojnici olovnih nogu".[1]
- "Rock bube"
- "Deficit"
- "Kocka"
- "Bonus"
- "Dijete iz epruvete"
- "Narodno blago"
- "Elektra"
- "Kućni pritvor"
- "Krčma kod Djure seljaka"
- "Crni pas"
- "Tobogan"
- "TNT"